# Carlos Arias Navarro

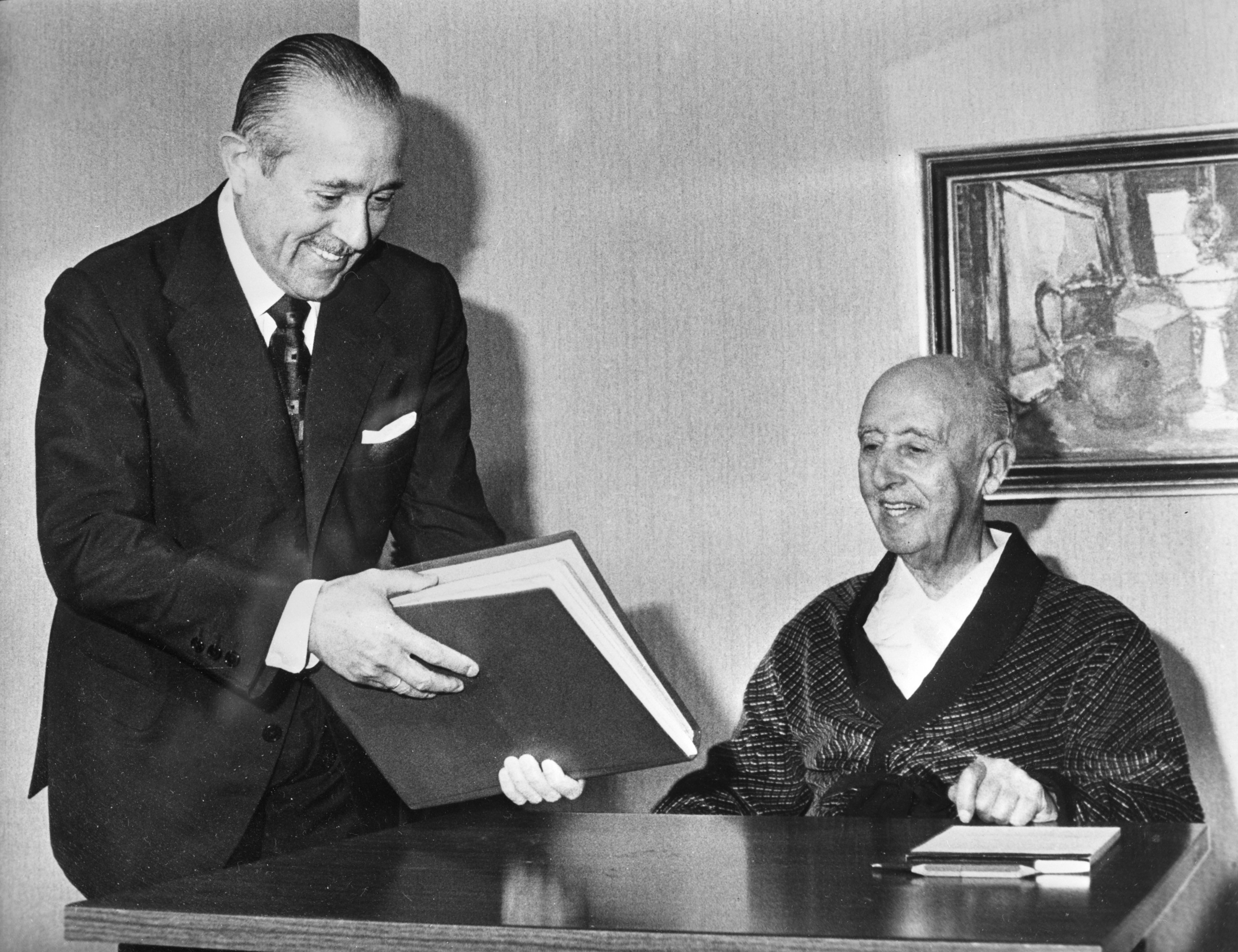
Carlos Arias (links) mit General Franco (rechts), 1975

Carlos Arias Navarro (* 11. Dezember 1908 in Madrid; † 27. November 1989 ebenda) war ein spanischer Politiker und von 1973 bis 1976 Ministerpräsident von Spanien. Er gehörte als Anhänger des Franquismus zum harten Kern der Gefolgsleute von Francisco Franco, dem sogenannten Bunker.

## Leben
Seit 1929 war Carlos Arias Navarro im Justizministerium als Jurist in Málaga und Madrid tätig. Politisch rechts stehend, wählte er während des Spanischen Bürgerkrieges die Seite der Putschisten um General Franco. Von 1965 bis 1973 war der als pragmatischer Verwaltungsfachmann geltende Arias Navarro Bürgermeister von Madrid. Im Juni 1973 wurde er Innenminister.
Nachdem kurz darauf der Ministerpräsident Luis Carrero Blanco einem Attentat zum Opfer gefallen war, wurde er am 29. Dezember 1973 von Franco zu dessen Nachfolger ernannt. Die Vereidigung erfolgte am 2. Januar 1974. Am 12. Februar 1974 hielt Arias Navarro eine Rede, die als Ankündigung einer leichten politischen Öffnung interpretiert wurde, doch am 1. März 1974 gab seine Regierung die Hinrichtung der anarchistischen Oppositionellen Salvador Puig Antich und Georg Michael Welzel (Heinz Chez) bekannt. Dass Franco wiederholt hospitalisiert werden musste, entging der Öffentlichkeit nicht. Politiker einer demokratischen Reformplattform, darunter José Maria Gil-Robles, wurden festgenommen. Der baskische Klerus kritisierte die Regierung. José Antonio Girón formierte indes rechte Demonstrationen und den sogenannten Bunker.
Der spanischen Öffentlichkeit ist Arias Navarro vor allem als die Person in Erinnerung geblieben, die im November 1975 den Tod General Francos mit von Tränen erstickter Stimme im Rundfunk verkündete („Españoles, Franco ha muerto“). Zuvor hatte er, dem Wunsch Francos folgend, wegen dessen stark verschlechterten Gesundheitszustandes, die Befugnisse des Staatsoberhauptes auf Juan Carlos I. übertragen. Nach dem Tod Francos reichte er am 28. November seinen Rücktritt ein, wurde jedoch vom Staatsoberhaupt erneut ins Amt berufen. In der Regierung nahmen Verfechter einer Diktatur wie die Minister José Solis und Gabriel Pita da Veiga Einsitz, andere Minister zeigten etwas mehr Reformbereitschaft. Im Allgemeinen reagierte die Bevölkerung mit Enttäuschung.
Druck von ganz rechts kam gleichzeitig von Blas Piñar und seiner faschistischen Organisation Fuerza Nueva, die versuchte, jegliche Reformen zu blockieren. Spanien zählte 1975 rund 700.000 Arbeitslose. Mitte Januar 1976 lösten die Gewerkschaften eine Streikwelle aus: 200.000 Personen streikten in Madrid, 500.000 waren es im Baskenland. Auch wenn auf Initiative von Manuel Fraga Iribarne bereits einige linke Aktivisten und Gewerkschafter aus den Gefängnissen entlassen worden waren, belastete der Verbleib hunderter weiterer politischer Gefangener seine Regierung.
Arias Navarro versuchte nach dem Tod Francos dessen politische Richtlinien weiter umzusetzen, wobei er von der Familie Franco unterstützt wurde. Das neue Staatsoberhaupt Juan Carlos setzte ihn jedoch am 1. Juli 1976 ab (oder drängte ihn energisch zum Rücktritt); Juan Carlos hatte Zweifel, ob mit Arias der Weg Spaniens zu einer Demokratie beschreitbar wäre (siehe auch Transition in Spanien). Arias Navarro kandidierte bei den ersten demokratischen Wahlen der Nach-Franco-Zeit (Parlamentswahlen am 15. Juni 1977) auf der Liste der Alianza Popular von Manuel Fraga Iribarne. Adolfo Suárez gewann die Wahlen und blieb bis 1981 Ministerpräsident; Arias übte danach kein bedeutendes politisches Amt mehr aus.